# The Wizard of Oz (Computerspiel)
The Wizard of Oz ist ein Computerspiel der US-amerikanischen Firma Windham Classics aus dem Jahr 1985. Es gehört zum Genre der Textadventures mit Grafiken und basiert auf dem Kinderbuch Der Zauberer von Oz von Lyman Frank Baum. Eine spanische Version des Adventures wurde unter dem Titel El Mago de Oz veröffentlicht.

## Handlung
Der Spieler übernimmt die Rolle von Dorothy Gale, die durch einen Zyklon in die Fantasy-Welt Oz transportiert wird. Spielziel ist es, in die Stadt Emerald City zu gelangen, um von dort mithilfe eines Zauberers (The Wizard of Oz) nach Hause zu gelangen. Auf ihrem Weg wird die Spielfigur Dorothy unter anderem von ihrem Hund Toto begleitet. Um das Spielziel zu erreichen, müssen verschiedene Rätsel gelöst werden.

## Spielprinzip und Technik
The Wizard of Oz ist ein Textadventure, das heißt, Umgebung und Geschehnisse werden als Bildschirmtext ausgegeben und die Visualisierung obliegt zum größten Teil der Fantasie des Spielers. Die Steuerung der Spielfigur erfolgt über Befehle, die der Spieler mittels der Tastatur eingibt und die von einem Parser abgearbeitet werden. Die Befehle sind in natürlicher Sprache gehalten und lassen den Spielcharakter mit seiner Umwelt interagieren. Der Spieler kann sich so durch die Spielwelt bewegen, Gegenstände finden, sie auf die Umgebung oder andere Gegenstände anwenden und mit NPCs kommunizieren. Mit fortschreitendem Handlungsverlauf werden weitere Orte der Spielwelt freigeschaltet. Im Gegensatz zu klassischen Textadventures, die über keinerlei grafische Ausschmückung verfügen, wartet The Wizard of Oz mit einem handgezeichneten Bild der jeweiligen Umgebung auf.

## Entwicklungs- und Produktionsdetails
Das Adventure verfügt über zweidimensionale, das Spielgeschehen illustrierende Grafiken, und Musik. Umgesetzt wurde es für die Plattformen C 64, MSX2, DOS und Apple II. Die Entwicklung erfolgte auf Grundlage des Kinderbuchs Der Zauberer von Oz von Lyman Frank Baum.

## Rezeption
In den 2000er-Jahren wurde das Adventure The Wizard of Oz in einer Untersuchung zur Geschichte und Theorie des Computerspiels mitbehandelt. Die Spielfigur der Dorothy in The Wizard of Oz wurde dort als ein Beispiel für die grafische Darstellung von Spielfiguren genannt, die in der Übergangszeit von Textadventures zu Grafikadventures üblich wurden. Die visuelle Darstellung der Spielerfigur helfe dem Spieler, sich mit der Spielhandlung zu identifizieren.